# Списак насељених места у Француској: C
| A \| B \| C \| D \| E \| F \| G \| H \| I \| J \| K \| L \| M \| N \| O \| P \| Q \| R \| S \| T \| U \| V \| W \| X \| Y \| Z \| É |

- Cabanac
- Cabanac-Cazaux
- Cabanac-Séguenville
- Cabanac-et-Villagrains
- Cabanasse
- Cabanial
- Cabannes (Ariège)
- Cabannes (Bouches-du-Rhône)
- Cabannes (Tarn)
- Cabanès (Aveyron)
- Cabanès (Tarn)
- Cabara
- Cabariot
- Cabas-Loumassès
- Cabasse
- Cabestany
- Cabidos
- Cabourg
- Cabrerets
- Cabrerolles
- Cabrespine
- Cabris
- Cabrières (Gard)
- Cabrières (Hérault)
- Cabrières-d'Aigues
- Cabrières-d'Avignon
- Cabriès
- Cachan
- Cachen
- Cachy
- Cadalen
- Cadarcet
- Cadarsac
- Cadaujac
- Cadeilhan
- Cadeilhan-Trachère
- Cadeillan
- Cademène
- Caden
- Cadenet
- Caderousse
- Cadillac (Gironde)
- Cadillac-en-Fronsadais
- Cadillon
- Cadix
- Cadière-et-Cambo
- Cadolive
- Cadours
- Cadrieu
- Cadéac
- Caen (Calvados)
- Caffiers
- Cagnac-les-Mines
- Cagnano
- Cagnes-sur-Mer
- Cagnicourt
- Cagnoncles
- Cagnotte
- Cagny (Calvados)
- Cagny (Somme)
- Cahagnes
- Cahagnolles
- Cahaignes
- Cahan
- Caharet
- Cahon
- Cahors
- Cahus
- Cahuzac (Aude)
- Cahuzac (Lot-et-Garonne)
- Cahuzac (Tarn)
- Cahuzac-sur-Adour
- Cahuzac-sur-Vère
- Caignac
- Cailar
- Cailhau
- Cailhavel
- Cailla
- Caillac
- Caillavet
- Caille
- Cailleville
- Caillouet-Orgeville
- Cailloux-sur-Fontaines
- Caillouël-Crépigny
- Cailly
- Cailly-sur-Eure
- Caillère-Saint-Hilaire
- Caine
- Cairanne
- Caire
- Cairon
- Caisnes
- Caissargues
- Caix
- Caixas
- Caixon
- Cajarc
- Calacuccia
- Calais
- Calamane
- Calan
- Calanhel
- Calavanté
- Calcatoggio
- Calce
- Calenzana
- Calignac
- Caligny
- Callac
- Callas
- Callen
- Callengeville
- Calleville
- Calleville-les-Deux-Eglises
- Callian (Gers)
- Callian (Var)
- Calmeilles
- Calmels-et-le-Viala
- Calmette
- Calmont (Aveyron)
- Calmont (Haute-Garonne)
- Calmoutier
- Caloire
- Calonges
- Calonne-Ricouart
- Calonne-sur-la-Lys
- Calorguen
- Calotterie
- Caluire-et-Cuire
- Calvi (Francja)
- Calviac
- Calviac-en-Périgord
- Calvignac
- Calvinet
- Calvisson
- Calzan
- Calès (Dordogne)
- Calès (Lot)
- Camalès
- Camarade
- Camaret-sur-Aigues
- Camaret-sur-Mer
- Camarsac
- Camarès
- Cambayrac
- Cambernard
- Cambernon
- Cambes (Gironde)
- Cambes (Lot)
- Cambes (Lot-et-Garonne)
- Cambes-en-Plaine
- Cambia
- Cambiac
- Cambieure
- Camblain-Châtelain
- Camblain-l'Abbé
- Camblanes-et-Meynac
- Cambligneul
- Cambo-les-Bains
- Cambon
- Cambon-et-Salvergues
- Cambon-lès-Lavaur
- Camboulazet
- Camboulit
- Cambounet-sur-le-Sor
- Cambounès
- Cambrai
- Cambremer
- Cambrin
- Cambron
- Cambronne-lès-Clermont
- Cambronne-lès-Ribécourt
- Camburat
- Came
- Camelin
- Camembert
- Cametours
- Camiac-et-Saint-Denis
- Camiers
- Camiran
- Camjac
- Camlez
- Cammazes
- Camon (Ariège)
- Camon (Somme)
- Camors
- Camou-Cihigue
- Camous
- Camoël
- Campagna-de-Sault
- Campagnac (Aveyron)
- Campagnac (Tarn)
- Campagnac-lès-Quercy
- Campagnan
- Campagne (Dordogne)
- Campagne (Hérault)
- Campagne (Landes)
- Campagne (Oise)
- Campagne-d'Armagnac
- Campagne-lès-Boulonnais
- Campagne-lès-Guines
- Campagne-lès-Hesdin
- Campagne-lès-Wardrecques
- Campagne-sur-Arize
- Campagne-sur-Aude
- Campagnolles
- Campan
- Campana (Francja)
- Campandré-Valcongrain
- Camparan
- Campbon
- Campeaux (Calvados)
- Campeaux (Oise)
- Campel
- Campestre-et-Luc
- Campet-et-Lamolère
- Camphin-en-Carembault
- Camphin-en-Pévèle
- Campi
- Campigneulles-les-Grandes
- Campigneulles-les-Petites
- Campigny (Calvados)
- Campigny (Eure)
- Campile
- Campistrous
- Campitello
- Camplong
- Camplong-d'Aude
- Campneuseville
- Campo (Francja)
- Campouriez
- Campoussy
- Campremy
- Camprond
- Camps-Saint-Mathurin-Léobazel
- Camps-en-Amiénois
- Camps-la-Source
- Camps-sur-l'Agly
- Camps-sur-l'Isle
- Campsas
- Campsegret
- Campuac
- Campugnan
- Campuzan
- Campénéac
- Campôme
- Camurac
- Camélas
- Canale-di-Verde
- Canals
- Canaples
- Canappeville
- Canapville (Calvados)
- Canapville (Orne)
- Canari
- Canaules-et-Argentières
- Canavaggia
- Canaveilles
- Cancale
- Canchy (Calvados)
- Canchy (Somme)
- Cancon
- Candas
- Candes-Saint-Martin
- Candillargues
- Candor
- Candresse
- Candé
- Candé-sur-Beuvron
- Canehan
- Canens
- Canenx-et-Réaut
- Canet (Aude)
- Canet (Hérault)
- Canet-de-Salars
- Canet-en-Roussillon
- Canettemont
- Cangey
- Caniac-du-Causse
- Canihuel
- Canilhac
- Canisy
- Canlers
- Canly
- Cannectancourt
- Cannelle
- Cannes-Ecluse
- Cannes-et-Clairan
- Cannessières
- Cannet (Alpes-Maritimes)
- Cannet (Gers)
- Cannet-des-Maures
- Canny-sur-Matz
- Canny-sur-Thérain
- Canohès
- Canourgue
- Canouville
- Cantaing-sur-Escaut
- Cantaous
- Cantaron
- Canteleu
- Canteleux
- Canteloup (Calvados)
- Canteloup (Manche)
- Cantenac
- Cantenay-Epinard
- Cantiers
- Cantigny
- Cantillac
- Cantin
- Cantoin
- Cantois
- Canté
- Canville-la-Rocque
- Canville-les-Deux-Eglises
- Cany-Barville
- Canéjan
- Caorches-Saint-Nicolas
- Caours
- Caouënnec-Lanvézéac
- Cap-d'Ail
- Capbreton
- Capdenac
- Capdenac-Gare
- Capdrot
- Capelle (Aisne)
- Capelle (Nord)
- Capelle-Balaguier
- Capelle-Bleys
- Capelle-Bonance
- Capelle-Fermont
- Capelle-et-Masmolène
- Capelle-les-Grands
- Capelle-lès-Boulogne
- Capelle-lès-Hesdin
- Capendu
- Capens
- Capestang
- Capian
- Capinghem
- Caplong
- Capoulet-et-Junac
- Cappel
- Cappelle-Brouck
- Cappelle-en-Pévèle
- Cappelle-la-Grande
- Cappy
- Captieux
- Capvern
- Caragoudes
- Caraman
- Caramany
- Carantec
- Carantilly
- Carayac
- Carbay
- Carbes
- Carbini
- Carbon-Blanc
- Carbonne
- Carbuccia
- Carcanières
- Carcans
- Carcarès-Sainte-Croix
- Carcen-Ponson
- Carcheto-Brustico
- Carcès
- Cardaillac
- Cardan
- Cardeilhac
- Cardesse
- Cardet
- Cardo-Torgia
- Cardonnette
- Cardonnois
- Cardonville
- Cardroc
- Carelles
- Carency
- Carennac
- Carentan
- Carentoir
- Cargiaca
- Cargèse
- Carhaix-Plouguer
- Carignan
- Carignan-de-Bordeaux
- Carisey
- Carla-Bayle
- Carla-de-Roquefort
- Carlaret
- Carlat
- Carlencas-et-Levas
- Carlepont
- Carling
- Carlipa
- Carlucet
- Carlus
- Carlux
- Carly
- Carmaux
- Carnac
- Carnac-Rouffiac
- Carnas
- Carneille
- Carnet
- Carnetin
- Carneville
- Carnin
- Carnières
- Carnoules
- Carnoux-en-Provence
- Carnoy
- Carnoët
- Caro (Morbihan)
- Caro (Pyrénées-Atlantiques)
- Caromb
- Carpentras
- Carpineto
- Carpiquet
- Carquebut
- Carquefou
- Carqueiranne
- Carresse-Cassaber
- Carrières-sous-Poissy
- Carrières-sur-Seine
- Carros
- Carrouges
- Carry-le-Rouet
- Carrère
- Carrépuis
- Cars (Gironde)
- Cars (Haute-Vienne)
- Carsac-Aillac
- Carsac-de-Gurson
- Carsan
- Carsix
- Carspach
- Cartelègue
- Carticasi
- Cartignies
- Cartigny
- Cartigny-l'Epinay
- Carves
- Carville
- Carville-Pot-de-Fer
- Carville-la-Folletière
- Carvin
- Casabianca
- Casaglione
- Casalabriva
- Casalta
- Casamaccioli
- Casanova (Francja)
- Cascastel-des-Corbières
- Casefabre
- Caseneuve
- Cases-de-Pène
- Casevecchie
- Cassagnabère-Tournas
- Cassagnas
- Cassagne (Haute-Garonne)
- Cassagnes (Lot)
- Cassagnes (Pyrénées-Orientales)
- Cassagnes-Bégonhès
- Cassagnoles (Gard)
- Cassagnoles (Hérault)
- Cassaigne (Aude)
- Cassaigne (Gers)
- Cassaignes
- Cassaniouze
- Cassel
- Cassen
- Casseneuil
- Casseuil
- Cassignas
- Cassis
- Casson
- Cassuéjouls
- Cassés
- Cast
- Castagnac
- Castagniers
- Castagnède (Haute-Garonne)
- Castagnède (Pyrénées-Atlantiques)
- Castaignos-Souslens
- Castandet
- Castanet (Aveyron)
- Castanet (Tarn)
- Castanet (Tarn-et-Garonne)
- Castanet-Tolosan
- Castanet-le-Haut
- Castans
- Casteide-Cami
- Casteide-Candau
- Casteide-Doat
- Casteil
- Castel-Sarrazin
- Castelbajac
- Castelbiague
- Castelculier
- Castelferrus
- Castelfranc
- Castelgaillard
- Castelginest
- Casteljaloux
- Castella
- Castellane
- Castellar (Alpes-Maritimes)
- Castellard-Melan
- Castellare-di-Casinca
- Castellare-di-Mercurio
- Castellet (Alpes-de-Haute-Provence)
- Castellet (Var)
- Castellet (Vaucluse)
- Castellet-lès-Sausses
- Castello-di-Rostino
- Castelmary
- Castelmaurou
- Castelmayran
- Castelmoron-d'Albret
- Castelmoron-sur-Lot
- Castelnau-Barbarens
- Castelnau-Chalosse
- Castelnau-Durban
- Castelnau-Magnoac
- Castelnau-Montratier
- Castelnau-Picampeau
- Castelnau-Pégayrols
- Castelnau-Rivière-Basse
- Castelnau-Tursan
- Castelnau-Valence
- Castelnau-d'Anglès
- Castelnau-d'Arbieu
- Castelnau-d'Aude
- Castelnau-d'Auzan
- Castelnau-d'Estrétefonds
- Castelnau-de-Brassac
- Castelnau-de-Guers
- Castelnau-de-Lévis
- Castelnau-de-Mandailles
- Castelnau-de-Montmiral
- Castelnau-de-Médoc
- Castelnau-le-Lez
- Castelnau-sur-Gupie
- Castelnau-sur-l'Auvignon
- Castelnaud-de-Gratecambe
- Castelnaud-la-Chapelle
- Castelnaudary
- Castelnavet
- Castelner
- Castelnou
- Castelreng
- Castels
- Castelsagrat
- Castelsarrasin
- Castelvieilh
- Castelviel
- Casterets
- Castet
- Castet-Arrouy
- Castetbon
- Castetnau-Camblong
- Castetner
- Castetpugon
- Castets
- Castets-en-Dorthe
- Castex (Ariège)
- Castex (Gers)
- Castex-d'Armagnac
- Casties-Labrande
- Castifao
- Castiglione
- Castillon (Alpes-Maritimes)
- Castillon (Calvados)
- Castillon (Hautes-Pyrénées)
- Castillon (d'Arthez-de-Béarn)
- Castillon (lembeye)
- Castillon-Debats
- Castillon-Massas
- Castillon-Savès
- Castillon-de-Castets
- Castillon-de-Larboust
- Castillon-de-Saint-Martory
- Castillon-du-Gard
- Castillon-en-Auge
- Castillon-en-Couserans
- Castillon-la-Bataille
- Castillonnès
- Castilly
- Castin
- Castineta
- Castirla
- Castres (Aisne)
- Castres (Tarn)
- Castres-Gironde
- Castries (Hérault)
- Castéra
- Castéra-Bouzet
- Castéra-Lanusse
- Castéra-Lectourois
- Castéra-Lou
- Castéra-Loubix
- Castéra-Verduzan
- Castéra-Vignoles
- Castéras
- Castéron
- Castétis
- Cateau-Cambrésis
- Catelet
- Catenay
- Catenoy
- Cateri
- Cathervielle
- Catheux
- Catigny
- Catillon-Fumechon
- Catillon-sur-Sambre
- Catllar
- Catonvielle
- Cattenières
- Cattenom
- Catteville
- Catus
- Catz
- Caubeyres
- Caubiac
- Caubios-Loos
- Caubon-Saint-Sauveur
- Caubous (Haute-Garonne)
- Caubous (Hautes-Pyrénées)
- Caucalières
- Cauchie
- Cauchy-à-la-Tour
- Caucourt
- Caudan
- Caudebec-en-Caux
- Caudebec-lès-Elbeuf
- Caudebronde
- Caudecoste
- Caudeval
- Caudiès-de-Conflent
- Caudiès-de-Fenouillèdes
- Caudrot
- Caudry
- Cauffry
- Caugé
- Caujac
- Caulaincourt
- Caulières
- Caullery
- Caulnes
- Caumont (Aisne)
- Caumont (Ariège)
- Caumont (Eure)
- Caumont (Gers)
- Caumont (Gironde)
- Caumont (Pas-de-Calais)
- Caumont (Tarn-et-Garonne)
- Caumont-l'Eventé
- Caumont-sur-Durance
- Caumont-sur-Garonne
- Caumont-sur-Orne
- Cauna
- Caunay
- Cauneille
- Caunes-Minervois
- Caunette
- Caunette-sur-Lauquet
- Caunettes-en-Val
- Caupenne
- Caupenne-d'Armagnac
- Caure
- Caurel (Côtes-d'Armor)
- Caurel (Marne)
- Cauro
- Cauroir
- Cauroy
- Cauroy-lès-Hermonville
- Caussade
- Caussade-Rivière
- Causse-Bégon
- Causse-de-la-Selle
- Causse-et-Diège
- Caussens
- Causses-et-Veyran
- Caussiniojouls
- Caussols
- Caussou
- Causé
- Cauterets
- Cauverville-en-Roumois
- Cauvicourt
- Cauvignac
- Cauvigny
- Cauville (Calvados)
- Cauville (Seine-Maritime)
- Caux
- Caux-et-Sauzens
- Cauzac
- Cavagnac
- Cavaillon
- Cavalaire-sur-Mer
- Cavalerie
- Cavan (Côtes-d'Armor)
- Cavanac
- Cavarc
- Caveirac
- Caves
- Cavignac
- Cavigny
- Cavillargues
- Cavillon
- Cavron-Saint-Martin
- Caychax
- Cayeux-en-Santerre
- Cayeux-sur-Mer
- Caylar
- Caylus
- Cayrac
- Cayres
- Cayriech
- Cayrol
- Cayrols
- Cazac
- Cazalis (Gironde)
- Cazalis (Landes)
- Cazalrenoux
- Cazals (Lot)
- Cazals (Tarn-et-Garonne)
- Cazals-des-Baylès
- Cazaril-Laspènes
- Cazaril-Tambourès
- Cazarilh
- Cazats
- Cazaubon
- Cazaugitat
- Cazaunous
- Cazaux
- Cazaux-Debat
- Cazaux-Fréchet-Anéran-Camors
- Cazaux-Layrisse
- Cazaux-Savès
- Cazaux-Villecomtal
- Cazaux-d'Anglès
- Cazavet
- Cazeaux-de-Larboust
- Cazedarnes
- Cazenave-Serres-et-Allens
- Cazeneuve
- Cazeneuve-Montaut
- Cazes-Mondenard
- Cazevieille
- Cazideroque
- Cazilhac (Aude)
- Cazilhac (Hérault)
- Cazillac
- Cazouls-d'Hérault
- Cazouls-lès-Béziers
- Cazoulès
- Cazères
- Cazères-sur-l'Adour
- Caëstre
- Ceaucé
- Ceaulmont
- Ceaux-en-Couhé
- Ceaux-en-Loudun
- Ceffonds
- Ceignes
- Ceilhes-et-Rocozels
- Ceillac
- Ceilloux
- Ceintrey
- Celette
- Celle (Allier)
- Celle (Cher)
- Celle (Puy-de-Dôme)
- Celle (Var)
- Celle-Condé
- Celle-Dunoise
- Celle-Guenand
- Celle-Lévescault
- Celle-Saint-Avant
- Celle-Saint-Cyr
- Celle-en-Morvan
- Celle-les-Bordes
- Celle-sous-Chantemerle
- Celle-sous-Gouzon
- Celle-sous-Montmirail
- Celle-sur-Loire
- Celle-sur-Morin
- Celle-sur-Nièvre
- Cellefrouin
- Celles (Ariège)
- Celles (Cantal)
- Celles (Charente-Maritime)
- Celles (Dordogne)
- Celles (Hérault)
- Celles-en-Bassigny
- Celles-lès-Condé
- Celles-sur-Aisne
- Celles-sur-Belle
- Celles-sur-Durolle
- Celles-sur-Ource
- Celles-sur-Plaine
- Cellette (Creuse)
- Cellette (Puy-de-Dôme)
- Cellettes (Charente)
- Cellettes (Loir-et-Cher)
- Cellier
- Cellier-du-Luc
- Cellieu
- Cellule
- Cellé
- Celon
- Celoux
- Celsoy
- Cemboing
- Cempuis
- Cenans
- Cendras
- Cendre
- Cendrecourt
- Cendrey
- Cendrieux
- Cenne-Monestiés
- Cenon
- Cenon-sur-Vienne
- Censeau
- Censerey
- Censy
- Centrès
- Centuri
- Cenves
- Cepoy
- Cerbois
- Cerbère
- Cercier
- Cercié
- Cercles
- Cercottes
- Cercoux
- Cercueil
- Cercy-la-Tour
- Cerdon (Ain)
- Cerdon (Loiret)
- Cerelles
- Cerfontaine
- Cergne
- Cergy
- Cerisiers
- Cerisières
- Cerisy
- Cerisy-Belle-Etoile
- Cerisy-Buleux
- Cerisy-la-Forêt
- Cerisy-la-Salle
- Cerisé
- Cerizay
- Cerizy
- Cernans
- Cernay (Calvados)
- Cernay (Eure-et-Loir)
- Cernay (Haut-Rhin)
- Cernay (Vienne)
- Cernay-en-Dormois
- Cernay-l'Eglise
- Cernay-la-Ville
- Cernay-lès-Reims
- Cerneux
- Cernex
- Cernion
- Cerniébaud
- Cernon (Jura)
- Cernon (Marne)
- Cernoy
- Cernoy-en-Berry
- Cernusson
- Cerny
- Cerny-en-Laonnois
- Cerny-lès-Bucy
- Cerqueux
- Cerqueux-de-Maulévrier
- Cerqueux-sous-Passavant
- Cerre-lès-Noroy
- Cers
- Cersay
- Cerseuil
- Cersot
- Certilleux
- Certines
- Cervens
- Cerville
- Cervione
- Cervières (Hautes-Alpes)
- Cervières (Loire)
- Cervon
- Cerzat
- Cesancey
- Cescau (Ariège)
- Cescau (Pyrénées-Atlantiques)
- Cesny-Bois-Halbout
- Cesny-aux-Vignes-Ouézy
- Cessac
- Cessales
- Cesse
- Cessenon-sur-Orb
- Cessens
- Cesseras
- Cesseville
- Cesset
- Cessey
- Cessey-sur-Tille
- Cessieu
- Cessières
- Cesson
- Cesson-Sévigné
- Cessoy-en-Montois
- Cessy
- Cessy-les-Bois
- Cestas
- Cestayrols
- Ceton
- Cette-Eygun
- Cevins
- Ceyras
- Ceyrat
- Ceyreste
- Ceyroux
- Ceyssac
- Ceyssat
- Ceyzériat
- Ceyzérieu
- Cezais
- Cezay
- Chabanais
- Chabanne
- Chabestan
- Chabeuil
- Chablis
- Chabottes
- Chabournay
- Chabrac
- Chabreloche
- Chabrignac
- Chabrillan
- Chabris
- Chacenay
- Chacrise
- Chacé
- Chadeleuf
- Chadenac
- Chadenet
- Chadrac
- Chadron
- Chadurie
- Chaffal
- Chaffaut-Saint-Jurson
- Chaffois
- Chagey
- Chagnon
- Chagny (Ardennes)
- Chagny (Saône-et-Loire)
- Chahaignes
- Chahains
- Chaignay
- Chaignes
- Chail
- Chaillac
- Chaillac-sur-Vienne
- Chailland
- Chailles
- Chaillevette
- Chaillevois
- Chailley
- Chaillon
- Chailloué
- Chailly-en-Bière
- Chailly-en-Brie
- Chailly-en-Gâtinais
- Chailly-lès-Ennery
- Chailly-sur-Armançon
- Chaillé-les-Marais
- Chaillé-sous-les-Ormeaux
- Chainaz-les-Frasses
- Chaingy
- Chaintreaux
- Chaintrix-Bierges
- Chaintré
- Chaise
- Chaise-Baudouin
- Chaise-Dieu
- Chaise-Dieu-du-Theil
- Chaix
- Chaize-Giraud
- Chaize-le-Vicomte
- Chalabre
- Chalagnac
- Chalain-d'Uzore
- Chalain-le-Comtal
- Chalaines
- Chalais (Charente)
- Chalais (Indre)
- Chalais (Vienne)
- Chalamont
- Chalampé
- Chalancey
- Chalancon
- Chalandray
- Chalandry
- Chalandry-Elaire
- Chalange
- Chalard
- Chalautre-la-Grande
- Chalautre-la-Petite
- Chalaux
- Chaleins
- Chaleix
- Chalencon
- Chalesmes
- Chalette-sur-Voire
- Chaley
- Chalezeule
- Chaliers
- Chalifert
- Chaligny
- Chalinargues
- Chalindrey
- Chalivoy-Milon
- Challain-la-Potherie
- Challans
- Challement
- Challerange
- Challes (Ain)
- Challes (Sarthe)
- Challes-les-Eaux
- Challet
- Challex
- Challignac
- Challonges
- Challuy
- Chalmaison
- Chalmazel
- Chalmoux
- Chalo-Saint-Mars
- Chalon
- Chalon-sur-Saône
- Chalonnes-sous-le-Lude
- Chalonnes-sur-Loire
- Chalou-Moulineux
- Chaltrait
- Chalus
- Chalvignac
- Chalvraines
- Chalèze
- Chamadelle
- Chamagne
- Chamagnieu
- Chamalières
- Chamalières-sur-Loire
- Chamaloc
- Chamant
- Chamarande
- Chamarandes-Choignes
- Chamaret
- Chamba
- Chambain
- Chambeire
- Chambellay
- Chamberaud
- Chamberet
- Chambeugle
- Chambezon
- Chambilly
- Chamblac
- Chamblanc
- Chamblay
- Chambles
- Chamblet
- Chambley-Bussières
- Chambly
- ChamboSaint-Allières
- ChamboSaint-Longessaigne
- Chamboeuf (Côte-d'Or)
- Chamboeuf (Loire)
- Chambois
- Chambolle-Musigny
- Chambon (Ardèche)
- Chambon (Charente-Maritime)
- Chambon (Cher)
- Chambon (Gard)
- Chambon (Indre-et-Loire)
- Chambon-Feugerolles
- Chambon-Sainte-Croix
- Chambon-la-Forêt
- Chambon-le-Château
- Chambon-sur-Cisse
- Chambon-sur-Dolore
- Chambon-sur-Lac
- Chambon-sur-Lignon
- Chambon-sur-Voueize
- Chambonas
- Chambonchard
- Chambonie
- Chamborand
- Chambord (Loir-et-Cher)
- Chamboret
- Chamborigaud
- Chambornay-lès-Bellevaux
- Chambornay-lès-Pin
- Chambors
- Chamboulive
- Chambourcy
- Chambourg-sur-Indre
- Chambray
- Chambray-lès-Tours
- Chambre
- Chambrecy
- Chambres
- Chambretaud
- Chambrey
- Chambroncourt
- Chambry (Aisne)
- Chambry (Seine-et-Marne)
- Chambéon
- Chambérat
- Chambéria
- Chambéry
- Chamelet
- Chamery
- Chamesey
- Chamesol
- Chamesson
- Chameyrat
- Chamigny
- Chamilly
- Chammes
- Chamole
- Chamonix-Mont-Blanc
- Chamouillac
- Chamouille
- Chamouilley
- Chamousset
- Chamoux
- Chamoux-sur-Gelon
- Chamoy
- Champ-Dolent
- Champ-Haut
- Champ-Laurent
- Champ-Saint-Père
- Champ-d'Oiseau
- Champ-de-la-Pierre
- Champ-du-Boult
- Champ-le-Duc
- Champ-près-Froges
- Champ-sur-Barse
- Champ-sur-Drac
- Champ-sur-Layon
- Champagnac (Cantal)
- Champagnac (Charente-Maritime)
- Champagnac-de-Belair
- Champagnac-la-Noaille
- Champagnac-la-Prune
- Champagnac-la-Rivière
- Champagnac-le-Vieux
- Champagnat (Creuse)
- Champagnat (Saône-et-Loire)
- Champagnat-le-Jeune
- Champagne (Ardèche)
- Champagne (Charente-Maritime)
- Champagne (Eure-et-Loir)
- Champagne-Mouton
- Champagne-Vigny
- Champagne-au-Mont-d'Or
- Champagne-en-Valromey
- Champagne-et-Fontaine
- Champagne-sur-Loue
- Champagne-sur-Oise
- Champagne-sur-Seine
- Champagne-sur-Vingeanne
- Champagneux
- Champagney (Doubs)
- Champagney (Haute-Saône)
- Champagney (Jura)
- Champagnier
- Champagnole
- Champagnolles
- Champagny
- Champagny-en-Vanoise
- Champagny-sous-Uxelles
- Champagné
- Champagné-Saint-Hilaire
- Champagné-le-Sec
- Champagné-les-Marais
- Champallement
- Champanges
- Champaubert
- Champcella
- Champcenest
- Champcerie
- Champcervon
- Champcevinel
- Champcevrais
- Champcey
- Champclause
- Champcueil
- Champdeniers-Saint-Denis
- Champdeuil
- Champdieu
- Champdivers
- Champdolent
- Champdor
- Champdray
- Champdôtre
- Champeau-en-Morvan
- Champeaux (Ille-et-Vilaine)
- Champeaux (Manche)
- Champeaux (Orne)
- Champeaux (Seine-et-Marne)
- Champeaux-et-la-Chapelle-Pommier
- Champeaux-sur-Sarthe
- Champeix
- Champenard
- Champenoise
- Champenoux
- Champey
- Champey-sur-Moselle
- Champfleur
- Champfleury (Aube)
- Champfleury (Marne)
- Champforgeuil
- Champfromier
- Champfrémont
- Champgenéteux
- Champguyon
- Champhol
- Champien
- Champier
- Champignelles
- Champigneul-Champagne
- Champigneul-sur-Vence
- Champigneulle
- Champigneulles
- Champigneulles-en-Bassigny
- Champignol-lez-Mondeville
- Champignolles (Côte-d'Or)
- Champignolles (Eure)
- Champigny (Marne)
- Champigny (Yonne)
- Champigny-en-Beauce
- Champigny-la-Futelaye
- Champigny-le-Sec
- Champigny-lès-Langres
- Champigny-sous-Varennes
- Champigny-sur-Aube
- Champigny-sur-Marne
- Champigny-sur-Veude
- Champigné
- Champillet
- Champillon
- Champis
- Champlan
- Champlat-et-Boujacourt
- Champlay
- Champlecy
- Champlemy
- Champlin (Ardennes)
- Champlin (Nièvre)
- Champlitte
- Champlive
- Champlost
- Champmillon
- Champmotteux
- Champneuville
- Champniers (Charente)
- Champniers (Vienne)
- Champniers-et-Reilhac
- Champnétery
- Champoly
- Champoléon
- Champosoult
- Champougny
- Champoulet
- Champoux
- Champrenault
- Champrepus
- Champrond
- Champrond-en-Gâtine
- Champrond-en-Perchet
- Champrougier
- Champs (Aisne)
- Champs (Orne)
- Champs (Puy-de-Dôme)
- Champs-Romain
- Champs-de-Losque
- Champs-sur-Marne
- Champs-sur-Tarentaine-Marchal
- Champs-sur-Yonne
- Champsac
- Champsanglard
- Champsecret
- Champseru
- Champsevraine
- Champtercier
- Champteussé-sur-Baconne
- Champtoceaux
- Champtocé-sur-Loire
- Champtonnay
- Champvallon
- Champvans (Haute-Saône)
- Champvans (Jura)
- Champvans-les-Moulins
- Champvert
- Champvoisy
- Champvoux
- Champéon
- Champétières
- Chamrousse
- Chamvres
- Chaméane
- Chanac
- Chanac-les-Mines
- Chanaleilles
- Chanas
- Chanat-la-Mouteyre
- Chanay
- Chanaz
- Chanceaux
- Chanceaux-près-Loches
- Chanceaux-sur-Choisille
- Chancelade
- Chancenay
- Chancey
- Chancia
- Chancé
- Chandai
- Chandolas
- Chandon
- Chaneins
- Change (Saône-et-Loire)
- Changey
- Changis-sur-Marne
- Changy (Loire)
- Changy (Marne)
- Changy (Saône-et-Loire)
- Changé (Mayenne)
- Changé (Sarthe)
- Chaniat
- Chaniers
- Channay
- Channay-sur-Lathan
- Channes
- Chanonat
- Chanos-Curson
- Chanousse
- Chanoy
- Chanoz-Châtenay
- Chanteau
- Chantecoq
- Chantecorps
- Chanteheux
- Chanteix
- Chantelle
- Chanteloup (Deux-Sèvres)
- Chanteloup (Eure)
- Chanteloup (Ille-et-Vilaine)
- Chanteloup (Manche)
- Chanteloup-en-Brie
- Chanteloup-les-Bois
- Chanteloup-les-Vignes
- Chantelouve
- Chantemerle
- Chantemerle-les-Blés
- Chantemerle-lès-Grignan
- Chantemerle-sur-la-Soie
- Chantenay-Saint-Imbert
- Chantenay-Villedieu
- Chantepie
- Chanteraine
- Chanterelle
- Chantes
- Chantesse
- Chanteuges
- Chantillac
- Chantilly
- Chantonnay
- Chantraine
- Chantraines
- Chantrans
- Chantrigné
- Chantérac
- Chanu
- Chanville
- Chanzeaux
- Chançay
- Chanéac
- Chaon
- Chaouilley
- Chaource
- Chaourse
- Chapaize
- Chapareillan
- Chapdes-Beaufort
- Chapdeuil
- Chapeau
- Chapeiry
- Chapelaine
- Chapelaude
- Chapelle (Ardennes)
- Chapelle (Charente)
- Chapelle (Savoie)
- Chapelle-Achard
- Chapelle-Agnon
- Chapelle-Baloue
- Chapelle-Bertin
- Chapelle-Bertrand
- Chapelle-Biche
- Chapelle-Blanche (Savoie)
- Chapelle-Blanche-Saint-Martin
- Chapelle-Bâton (Deux-Sèvres)
- Chapelle-Bâton (Vienne)
- Chapelle-Caro
- Chapelle-Cécelin
- Chapelle-Enchérie
- Chapelle-Engerbold
- Chapelle-Felcourt
- Chapelle-Forainvilliers
- Chapelle-Fortin
- Chapelle-Gaceline
- Chapelle-Gaudin
- Chapelle-Gauthier (Seine-et-Marne)
- Chapelle-Geneste
- Chapelle-Glain
- Chapelle-Gonaguet
- Chapelle-Guillaume
- Chapelle-Haute-Grue
- Chapelle-Hermier
- Chapelle-Heulin
- Chapelle-Hugon
- Chapelle-Iger
- Chapelle-Lasson
- Chapelle-Laurent
- Chapelle-Marcousse
- Chapelle-Montbrandeix
- Chapelle-Monthodon
- Chapelle-Montligeon
- Chapelle-Montlinard
- Chapelle-Montmartin
- Chapelle-Montreuil
- Chapelle-Moulière
- Chapelle-Moutils
- Chapelle-Naude
- Chapelle-Neuve (Morbihan)
- Chapelle-Onzerain
- Chapelle-Orthemale
- Chapelle-Palluau
- Chapelle-Pouilloux
- Chapelle-Rablais
- Chapelle-Rambaud
- Chapelle-Royale
- Chapelle-Saint-André
- Chapelle-Saint-Aubin
- Chapelle-Saint-Etienne
- Chapelle-Saint-Florent
- Chapelle-Saint-Fray
- Chapelle-Saint-Géraud
- Chapelle-Saint-Laud
- Chapelle-Saint-Laurent
- Chapelle-Saint-Laurian
- Chapelle-Saint-Luc
- Chapelle-Saint-Martial
- Chapelle-Saint-Martin
- Chapelle-Saint-Martin-en-Plaine
- Chapelle-Saint-Maurice
- Chapelle-Saint-Mesmin
- Chapelle-Saint-Ouen
- Chapelle-Saint-Quillain
- Chapelle-Saint-Rémy
- Chapelle-Saint-Sauveur (Loire-Atlantique)
- Chapelle-Saint-Sauveur (Saône-et-Loire)
- Chapelle-Saint-Sulpice
- Chapelle-Saint-Sépulcre
- Chapelle-Saint-Ursin
- Chapelle-Souëf
- Chapelle-Spinasse
- Chapelle-Taillefert
- Chapelle-Thireuil
- Chapelle-Thècle
- Chapelle-Thémer
- Chapelle-Urée
- Chapelle-Vallon
- Chapelle-Vaupelteigne
- Chapelle-Vendômoise
- Chapelle-Vicomtesse
- Chapelle-Viel
- Chapelle-Villars
- Chapelle-Viviers
- Chapelle-Voland
- Chapelle-Yvon
- Chapelle-au-Mans
- Chapelle-au-Moine
- Chapelle-au-Riboul
- Chapelle-aux-Bois
- Chapelle-aux-Brocs
- Chapelle-aux-Chasses
- Chapelle-aux-Choux
- Chapelle-aux-Lys
- Chapelle-aux-Naux
- Chapelle-aux-Sts
- Chapelle-d'Abondance
- Chapelle-d'Alagnon
- Chapelle-d'Aligné
- Chapelle-d'Andaine
- Chapelle-d'Angillon
- Chapelle-d'Armentières
- Chapelle-d'Aunainville
- Chapelle-d'Aurec
- Chapelle-d'Huin
- Chapelle-de-Bragny
- Chapelle-de-Guinchay
- Chapelle-de-Mardore
- Chapelle-de-Surieu
- Chapelle-de-la-Tour
- Chapelle-des-Bois
- Chapelle-des-Marais
- Chapelle-des-Pots
- Chapelle-devant-Bruyères
- Chapelle-du-Bard
- Chapelle-du-Bois
- Chapelle-du-Bourgay
- Chapelle-du-Châtelard
- Chapelle-du-Genêt
- Chapelle-du-Mont-de-France
- Chapelle-du-Mont-du-Chat
- Chapelle-du-Noyer
- Chapelle-en-Juger
- Chapelle-en-Lafaye
- Chapelle-en-Serval
- Chapelle-en-Valgaudémar
- Chapelle-en-Vercors
- Chapelle-en-Vexin
- Chapelle-la-Reine
- Chapelle-lès-Luxeuil
- Chapelle-près-Sées
- Chapelle-sous-Brancion
- Chapelle-sous-Dun
- Chapelle-sous-Orbais
- Chapelle-sous-Uchon
- Chapelle-sur-Aveyron
- Chapelle-sur-Chézy
- Chapelle-sur-Coise
- Chapelle-sur-Dun
- Chapelle-sur-Erdre
- Chapelle-sur-Furieuse
- Chapelle-sur-Loire
- Chapelle-sur-Oreuse
- Chapelle-sur-Oudon
- Chapelle-sur-Usson
- Chapelles
- Chapelles-Bourbon
- Chapelon
- Chapelotte
- Chapet
- Chapois
- Chaponnay
- Chaponost
- Chappes (Allier)
- Chappes (Ardennes)
- Chappes (Aube)
- Chappes (Puy-de-Dôme)
- Chaptelat
- Chaptuzat
- Charancieu
- Charantonnay
- Charavines
- Charbogne
- Charbonnat
- Charbonnier-les-Mines
- Charbonnières (Eure-et-Loir)
- Charbonnières (Saône-et-Loire)
- Charbonnières-les-Bains
- Charbonnières-les-Sapins
- Charbonnières-les-Varennes
- Charbonnières-les-Vieilles
- Charbuy
- Charce
- Charcenne
- Charchigné
- Charchilla
- Charcier
- Charcé-Saint-Ellier-sur-Aubance
- Chard
- Chardeny
- Chardogne
- Chardonnay
- Chareil-Cintrat
- Charencey
- Charency
- Charency-Vezin
- Charens
- Charensat
- Charentay
- Charentenay
- Charentilly
- Charenton-du-Cher
- Charenton-le-Pont
- Charentonnay
- Charette (Isère)
- Charette (Saône-et-Loire)
- Charey
- Chargey-lès-Gray
- Chargey-lès-Port
- Chargé
- Chariez
- Charigny
- Charité-sur-Loire
- Charix
- Charlas
- Charleval (Bouches-du-Rhône)
- Charleval (Eure)
- Charleville
- Charleville-Mézières
- Charleville-sous-Bois
- Charlieu
- Charly (Aisne)
- Charly (Cher)
- Charly (Rodan)
- Charly-Oradour
- Charmant
- Charmauvillers
- Charme (Jura)
- Charme (Loiret)
- Charmeil
- Charmel
- Charmensac
- Charmentray
- Charmes (Aisne)
- Charmes (Allier)
- Charmes (Côte-d'Or)
- Charmes (Haute-Marne)
- Charmes (Vosges)
- Charmes-Saint-Valbert
- Charmes-en-l'Angle
- Charmes-la-Côte
- Charmes-la-Grande
- Charmes-sur-Rhône
- Charmes-sur-l'Herbasse
- Charmoille (Doubs)
- Charmoille (Haute-Saône)
- Charmois (Meurthe-et-Moselle)
- Charmois (Territoire-de-Belfort)
- Charmois-devant-Bruyères
- Charmois-l'Orgueilleux
- Charmont (Marne)
- Charmont (Val-d'Oise)
- Charmont-en-Beauce
- Charmont-sous-Barbuise
- Charmontois
- Charmoy (Aube)
- Charmoy (Saône-et-Loire)
- Charmoy (Yonne)
- Charmé
- Charmée
- Charnas
- Charnat
- Charnay (Doubs)
- Charnay (Rodan)
- Charnay-lès-Chalon
- Charnay-lès-Mâcon
- Charnizay
- Charnod
- Charnois
- Charnoz-sur-Ain
- Charny (Côte-d'Or)
- Charny (Seine-et-Marne)
- Charny (Yonne)
- Charny-le-Bachot
- Charny-sur-Meuse
- Charnècles
- Charolles
- Charols
- Charonville
- Charpentry
- Charpey
- Charquemont
- Charrais
- Charraix
- Charras
- Charray
- Charre
- Charrecey
- Charrey-sur-Saône
- Charrey-sur-Seine
- Charrin
- Charritte-de-Bas
- Charron (Charente-Maritime)
- Charron (Creuse)
- Charroux (Allier)
- Charroux (Vienne)
- Chars
- Charsonville
- Chartainvilliers
- Chartre-sur-le-Loir
- Chartrené
- Chartres
- Chartres-de-Bretagne
- Chartrettes
- Chartrier-Ferrière
- Chartronges
- Chartuzac
- Chartèves
- Charvieu-Chavagneux
- Charvonnex
- Charézier
- Chas
- Chaserey
- Chasnais
- Chasnans
- Chasnay
- Chasné-sur-Illet
- Chaspinhac
- Chaspuzac
- Chassagne (Jura)
- Chassagne (Puy-de-Dôme)
- Chassagne-Montrachet
- Chassagne-Saint-Denis
- Chassagnes
- Chassagny
- Chassaignes
- Chassal
- Chassant
- Chasse-sur-Rhône
- Chasseguey
- Chasselas
- Chasselay (Isère)
- Chasselay (Rodan)
- Chassemy
- Chassenard
- Chasseneuil
- Chasseneuil-du-Poitou
- Chasseneuil-sur-Bonnieure
- Chassenon
- Chasseradès
- Chassey
- Chassey-Beaupré
- Chassey-le-Camp
- Chassey-lès-Montbozon
- Chassey-lès-Scey
- Chassiecq
- Chassiers
- Chassieu
- Chassignelles
- Chassignieu
- Chassignolles (Haute-Loire)
- Chassignolles (Indre)
- Chassigny
- Chassigny-sous-Dun
- Chassillé
- Chassors
- Chassy (Cher)
- Chassy (Saône-et-Loire)
- Chassy (Yonne)
- Chassé
- Chastang
- Chastanier
- Chasteaux
- Chastel
- Chastel-Arnaud
- Chastel-Nouvel
- Chastel-sur-Murat
- Chastellux-sur-Cure
- Chastreix
- Chatain
- Chatel-Chéhéry
- Chatelay
- Chateley
- Chatenay-Mâcheron
- Chatenay-Vaudin
- Chatenet
- Chatignonville
- Chatonnay
- Chatonrupt-Sommermont
- Chatou
- Chattancourt
- Chatte
- Chatuzange-le-Goubet
- Chaucenne
- Chauchailles
- Chauchet
- Chauchigny
- Chauché
- Chauconin-Neufmontiers
- Chaudardes
- Chaudebonne
- Chaudefonds-sur-Layon
- Chaudefontaine (Doubs)
- Chaudefontaine (Marne)
- Chaudenay (Haute-Marne)
- Chaudenay (Saône-et-Loire)
- Chaudenay-la-Ville
- Chaudenay-le-Château
- Chaudeney-sur-Moselle
- Chaudes-Aigues
- Chaudeyrac
- Chaudeyrolles
- Chaudière
- Chaudon
- Chaudon-Norante
- Chaudrey
- Chaudron-en-Mauges
- Chaudun
- Chauffailles
- Chauffayer
- Chauffecourt
- Chauffour-lès-Bailly
- Chauffour-lès-Etréchy
- Chauffour-sur-Vell
- Chauffours
- Chauffourt
- Chauffry
- Chaufour-Notre-Dame
- Chaufour-lès-Bonnières
- Chaugey
- Chaulgnes
- Chaulhac
- Chaulieu
- Chaulme
- Chaulnes
- Chaum
- Chaumard
- Chaume
- Chaume-et-Courchamp
- Chaume-lès-Baigneux
- Chaumeil
- Chaumercenne
- Chaumergy
- Chaumes-en-Brie
- Chaumesnil
- Chaumont (Cher)
- Chaumont (Haute-Marne)
- Chaumont (Haute-Savoie)
- Chaumont (Orne)
- Chaumont (Yonne)
- Chaumont-Porcien
- Chaumont-d'Anjou
- Chaumont-devant-Damvillers
- Chaumont-en-Vexin
- Chaumont-la-Ville
- Chaumont-le-Bois
- Chaumont-le-Bourg
- Chaumont-sur-Aire
- Chaumont-sur-Loire
- Chaumont-sur-Tharonne
- Chaumontel
- Chaumot (Nièvre)
- Chaumot (Yonne)
- Chaumousey
- Chaumoux-Marcilly
- Chaumussay
- Chaumusse
- Chaumuzy
- Chaunac
- Chaunay
- Chauny
- Chauray
- Chauriat
- Chaussade
- Chaussaire
- Chaussan
- Chaussenac
- Chaussenans
- Chausseterre
- Chaussin
- Chaussoy-Epagny
- Chaussy (Loiret)
- Chaussy (Val-d'Oise)
- Chaussée (Seine-Maritime)
- Chaussée (Vienne)
- Chaussée-Tirancourt
- Chaussée-d'Ivry
- Chaussée-sur-Marne
- Chautay
- Chauvac
- Chauvency-Saint-Hubert
- Chauvency-le-Château
- Chauvigny
- Chauvigny-du-Perche
- Chauvigné
- Chauvincourt-Provemont
- Chauvirey-le-Châtel
- Chauvirey-le-Vieil
- Chauvoncourt
- Chauvry
- Chauvé
- Chaux (Côte-d'Or)
- Chaux (Doubs)
- Chaux (Orne)
- Chaux (Saône-et-Loire)
- Chaux (Territoire-de-Belfort)
- Chaux-Champagny
- Chaux-Neuve
- Chaux-des-Crotenay
- Chaux-des-Prés
- Chaux-du-Dombief
- Chaux-en-Bresse
- Chaux-la-Lotière
- Chaux-lès-Clerval
- Chaux-lès-Passavant
- Chaux-lès-Port
- Chauzon
- Chavagnac (Cantal)
- Chavagnac (Dordogne)
- Chavagne
- Chavagnes
- Chavagnes-en-Paillers
- Chavagnes-les-Redoux
- Chavaignes
- Chavanac
- Chavanat
- Chavanatte
- Chavanay
- Chavanges
- Chavaniac-Lafayette
- Chavannaz
- Chavanne (Haute-Saône)
- Chavanne (Savoie)
- Chavannes (Cher)
- Chavannes (Drôme)
- Chavannes-en-Maurienne
- Chavannes-les-Grands
- Chavannes-sur-Reyssouze
- Chavannes-sur-Suran
- Chavannes-sur-l'Étang
- Chavanod
- Chavanoz
- Chavaroux
- Chavatte
- Chaveignes
- Chavelot
- Chavenat
- Chavenay
- Chavenon
- Chavençon
- Chaveroche
- Chaveyriat
- Chavignon
- Chavigny (Aisne)
- Chavigny (Meurthe-et-Moselle)
- Chavigny-Bailleul
- Chaville
- Chavin (Indre)
- Chavonne
- Chavornay
- Chavot-Courcourt
- Chavoy
- Chavroches
- Chavéria
- Chay (Charente-Maritime)
- Chay (Doubs)
- Chazay-d'Azergues
- Chaze-de-Peyre
- Chazeaux
- Chazelet
- Chazelles (Cantal)
- Chazelles (Charente)
- Chazelles (Haute-Loire)
- Chazelles (Jura)
- Chazelles-sur-Albe
- Chazelles-sur-Lavieu
- Chazelles-sur-Lyon
- Chazemais
- Chazeuil (Côte-d'Or)
- Chazeuil (Nièvre)
- Chazey-Bons
- Chazey-sur-Ain
- Chazilly
- Chazot
- Chazé-Henry
- Chazé-sur-Argos
- Chaînée-des-Coupis
- Chef-Boutonne
- Chef-Haut
- Chef-du-Pont
- Cheffes
- Cheffois
- Chefresne
- Cheignieu-la-Balme
- Cheilly-lès-Maranges
- Cheillé
- Chein-Dessus
- Cheissoux
- Cheix
- Cheix-en-Retz
- Chelers
- Chelle-Debat
- Chelle-Spou
- Chelles (Oise)
- Chelles (Seine-et-Marne)
- Chelun
- Chemaudin
- Chemazé
- Chemellier
- Chemenot
- Chemilla
- Chemilli
- Chemilly (Allier)
- Chemilly (Haute-Saône)
- Chemilly-sur-Serein
- Chemilly-sur-Yonne
- Chemillé
- Chemillé-sur-Dême
- Chemillé-sur-Indrois
- Chemin (Jura)
- Chemin (Marne)
- Chemin-d'Aisey
- Cheminas
- Cheminon
- Cheminot
- Chemiré-en-Charnie
- Chemiré-le-Gaudin
- Chemiré-sur-Sarthe
- Chemy
- Chenac-Saint-Seurin-d'Uzet
- Chenailler-Mascheix
- Chenalotte
- Chenaud
- Chenay (Deux-Sèvres)
- Chenay (Marne)
- Chenay (Sarthe)
- Chenay-le-Châtel
- Chenebier
- Chenecey-Buillon
- Cheneché
- Chenereilles (Haute-Loire)
- Chenereilles (Loire)
- Chenevelles
- Chenevières
- Chenevrey-et-Morogne
- Cheney
- Chenicourt
- Cheniers
- Chenillé-Changé
- Cheniménil
- Chenières
- Chennebrun
- Chennegy
- Chennevières-lès-Louvres
- Chennevières-sur-Marne
- Chenois
- Chenoise
- Chenommet
- Chenon
- Chenonceaux
- Chenou
- Chens-sur-Léman
- Chenu
- Cheny
- Chenôve
- Chenôves
- Chepniers
- Chepoix
- Cheppe
- Cheppes-la-Prairie
- Cheppy
- Cheptainville
- Chepy
- Cherier
- Cherisy
- Chermignac
- Chermisey
- Chermizy-Ailles
- Cherreau
- Cherrueix
- Cherré (Maine-et-Loire)
- Cherré (Sarthe)
- Cherval
- Cherveix-Cubas
- Cherves
- Cherves-Châtelars
- Cherves-Richemont
- Chervettes
- Cherveux
- Chervey
- Cherville
- Chesley
- Chesne (Ardennes)
- Chesnois-Auboncourt
- Chesny
- Chessenaz
- Chessy (Rodan)
- Chessy (Seine-et-Marne)
- Chessy-les-Prés
- Cheuge
- Cheust
- Cheux
- Chevagnes
- Chevagny-les-Chevrières
- Chevagny-sur-Guye
- Chevaigné
- Chevaigné-du-Maine
- Chevain
- Cheval-Blanc
- Chevaline
- Chevallerais
- Chevanceaux
- Chevannay
- Chevannes (Côte-d'Or)
- Chevannes (Essonne)
- Chevannes (Loiret)
- Chevannes (Yonne)
- Chevannes-Changy
- Chevennes
- Chevenon
- Chevenoz
- Cheverny
- Cheveuges
- Chevigney
- Chevigney-lès-Vercel
- Chevigney-sur-l'Ognon
- Chevigny
- Chevigny-Saint-Sauveur
- Chevigny-en-Valière
- Chevillard
- Chevillon (Haute-Marne)
- Chevillon (Yonne)
- Chevillon-sur-Huillard
- Chevillotte
- Chevilly
- Chevilly-Larue
- Chevillé
- Chevinay
- Chevincourt
- Cheviré-le-Rouge
- Chevières
- Chevrainvilliers
- Chevreaux
- Chevregny
- Chevresis-Monceau
- Chevreuse
- Chevrier
- Chevrières (Isère)
- Chevrières (Loire)
- Chevrières (Oise)
- Chevroches
- Chevrolière
- Chevrotaine
- Chevroux
- Chevroz
- Chevru
- Chevry (Ain)
- Chevry (Manche)
- Chevry-Cossigny
- Chevry-en-Sereine
- Chevry-sous-le-Bignon
- Chey
- Cheylade
- Cheylard
- Cheylard-l'Evêque
- Cheylas
- Cheyssieu
- Chezal-Benoît
- Chezelle
- Chezelles (Indre)
- Chezelles (Indre-et-Loire)
- Chiatra
- Chicheboville
- Chichery
- Chichey
- Chichilianne
- Chiché
- Chichée
- Chicourt
- Chiddes (Nièvre)
- Chiddes (Saône-et-Loire)
- Chidrac
- Chierry
- Chieulles
- Chignin
- Chigny
- Chigny-les-Roses
- Chigné
- Chigy
- Chilhac
- Chillac
- Chille
- Chilleurs-aux-Bois
- Chillou
- Chilly (Ardennes)
- Chilly (Haute-Savoie)
- Chilly (Somme)
- Chilly-Mazarin
- Chilly-le-Vignoble
- Chilly-sur-Salins
- Chimilin
- Chindrieux
- Chinon (Indre-et-Loire)
- Chipilly
- Chirac (Charente)
- Chirac (Lozère)
- Chirac-Bellevue
- Chirassimont
- Chirat-l'Eglise
- Chirens
- Chirmont
- Chirols
- Chiroubles
- Chiry-Ourscamps
- Chiré-en-Montreuil
- Chis
- Chisa
- Chissay-en-Touraine
- Chisseaux
- Chissey-en-Morvan
- Chissey-lès-Mâcon
- Chissey-sur-Loue
- Chisséria
- Chitenay
- Chitray
- Chitry
- Chitry-les-Mines
- Chives
- Chivres
- Chivres-Val
- Chivres-en-Laonnois
- Chivy-lès-Etouvelles
- Chizé
- Chocques
- Choilley-Dardenay
- Choisel
- Choiseul
- Choisey
- Choisies
- Choisy
- Choisy-au-Bac
- Choisy-en-Brie
- Choisy-la-Victoire
- Choisy-le-Roi
- Cholet
- Cholonge
- Choloy-Ménillot
- Chomelix
- Chomette
- Chomérac
- Chonas-l'Amballan
- Chonville-Malaumont
- Chooz
- Choqueuse-les-Bénards
- Choranche
- Chorey-les-Beaune
- Chorges
- Chouain
- Chouday
- Choue
- Chougny
- Chouilly
- Chouppes
- Chourgnac
- Choussy
- Chouvigny
- Choux (Jura)
- Choux (Loiret)
- Chouy
- Chouzelot
- Chouzy-sur-Cisse
- Chouzé-sur-Loire
- Choye
- Chozeau
- Chuelles
- Chuffilly-Roche
- Chuignes
- Chuignolles
- Chuisnes
- Chusclan
- Chuyer
- Chuzelles
- Châbons
- Châlette-sur-Loing
- Châlons
- Châlons-du-Maine
- Châlons-sur-Vesle
- Châlonvillars
- Châlus
- Chânes
- Chârost
- Châtaigneraie
- Châtaincourt
- Châtas
- Château
- Château-Arnoux-Saint-Auban
- Château-Bernard
- Château-Bréhain
- Château-Chalon
- Château-Chervix
- Château-Chinon-Campagne
- Château-Chinon-Ville
- Château-Gaillard
- Château-Garnier
- Château-Gontier
- Château-Guibert
- Château-Landon
- Château-Larcher
- Château-Porcien
- Château-Renault
- Château-Rouge
- Château-Salins
- Château-Thierry
- Château-Thébaud
- Château-Verdun
- Château-Ville-Vieille
- Château-Voué
- Château-d'Almenêches
- Château-d'Olonne
- Château-d'Oléron
- Château-des-Prés
- Château-du-Loir
- Château-l'Abbaye
- Château-l'Evêque
- Château-l'Hermitage
- Château-la-Vallière
- Château-sur-Allier
- Château-sur-Cher
- Château-sur-Epte
- Châteaubernard
- Châteaubleau
- Châteaubourg (Ardèche)
- Châteaubourg (Ille-et-Vilaine)
- Châteaubriant
- Châteaudouble (Drôme)
- Châteaudouble (Var)
- Châteaudun
- Châteaufort (Alpes-de-Haute-Provence)
- Châteaufort (Yvelines)
- Châteaugay
- Châteaugiron
- Châteaulin
- Châteaumeillant
- Châteauneuf (Côte-d'Or)
- Châteauneuf (Loire)
- Châteauneuf (Savoie)
- Châteauneuf (Saône-et-Loire)
- Châteauneuf (Wandea)
- Châteauneuf-Grasse
- Châteauneuf-Miravail
- Châteauneuf-Val-Saint-Donat
- Châteauneuf-Val-de-Bargis
- Châteauneuf-Villevieille
- Châteauneuf-d'Entraunes
- Châteauneuf-d'Ille-et-Vilaine
- Châteauneuf-d'Oze
- Châteauneuf-de-Bordette
- Châteauneuf-de-Chabre
- Châteauneuf-de-Gadagne
- Châteauneuf-de-Galaure
- Châteauneuf-de-Randon
- Châteauneuf-de-Vernoux
- Châteauneuf-du-Faou
- Châteauneuf-du-Pape
- Châteauneuf-du-Rhône
- Châteauneuf-en-Thymerais
- Châteauneuf-la-Forêt
- Châteauneuf-le-Rouge
- Châteauneuf-les-Bains
- Châteauneuf-les-Martigues
- Châteauneuf-sur-Charente
- Châteauneuf-sur-Cher
- Châteauneuf-sur-Isère
- Châteauneuf-sur-Loire
- Châteauneuf-sur-Sarthe
- Châteauponsac
- Châteauredon
- Châteaurenard (Bouches-du-Rhône)
- Châteaurenard (Loiret)
- Châteauroux (Hautes-Alpes)
- Châteauroux (Indre)
- Châteauvert
- Châteauvieux (Hautes-Alpes)
- Châteauvieux (Loir-et-Cher)
- Châteauvieux (Var)
- Châteauvieux-les-Fossés
- Châteauvilain
- Châteauvillain
- Châtel (Haute-Savoie)
- Châtel (Savoie)
- Châtel-Censoir
- Châtel-Gérard
- Châtel-Montagne
- Châtel-Moron
- Châtel-Saint-Germain
- Châtel-de-Joux
- Châtel-de-Neuvre
- Châtel-sur-Moselle
- Châtelaillon-Plage
- Châtelain
- Châtelaine
- Châtelais
- Châtelard (Creuse)
- Châtelard (Savoie)
- Châtelaudren
- Châtelblanc
- Châteldon
- Châtelet
- Châtelet-en-Brie
- Châtelet-sur-Meuse
- Châtelet-sur-Retourne
- Châtelet-sur-Sormonne
- Châtelets
- Châtelguyon
- Châtelier
- Châtellenot
- Châtellerault
- Châtellier (Orne)
- Châtelliers-Châteaumur
- Châtelliers-Notre-Dame
- Châtelneuf (Jura)
- Châtelneuf (Loire)
- Châtelperron
- Châtelraould-Saint-Louvent
- Châtelus (Allier)
- Châtelus (Isère)
- Châtelus-Malvaleix
- Châtelus-le-Marcheix
- Châtenay (Ain)
- Châtenay (Eure-et-Loir)
- Châtenay (Isère)
- Châtenay (Saône-et-Loire)
- Châtenay-Malabry
- Châtenay-en-France
- Châtenay-sur-Seine
- Châtenet-en-Dognon
- Châteney
- Châtenois (Bas-Rhin)
- Châtenois (Haute-Saône)
- Châtenois (Jura)
- Châtenois (Vosges)
- Châtenois-les-Forges
- Châtenoy (Loiret)
- Châtenoy (Seine-et-Marne)
- Châtenoy-en-Bresse
- Châtenoy-le-Royal
- Châtignac
- Châtillon (Allier)
- Châtillon (Hauts-de-Seine)
- Châtillon (Jura)
- Châtillon (Rodan)
- Châtillon (Vienne)
- Châtillon-Coligny
- Châtillon-Guyotte
- Châtillon-Saint-Jean
- Châtillon-en-Bazois
- Châtillon-en-Diois
- Châtillon-en-Dunois
- Châtillon-en-Michaille
- Châtillon-en-Vendelais
- Châtillon-la-Borde
- Châtillon-la-Palud
- Châtillon-le-Duc
- Châtillon-le-Roi
- Châtillon-lès-Sons
- Châtillon-sous-les-Côtes
- Châtillon-sur-Broué
- Châtillon-sur-Chalaronne
- Châtillon-sur-Cher
- Châtillon-sur-Cluses
- Châtillon-sur-Colmont
- Châtillon-sur-Indre
- Châtillon-sur-Lison
- Châtillon-sur-Loire
- Châtillon-sur-Marne
- Châtillon-sur-Morin
- Châtillon-sur-Oise
- Châtillon-sur-Saône
- Châtillon-sur-Seiche
- Châtillon-sur-Seine
- Châtillon-sur-Thouet
- Châtin
- Châtonnay
- Châtre
- Châtre-Langlin
- Châtres (Aube)
- Châtres (Dordogne)
- Châtres (Seine-et-Marne)
- Châtres-la-Forêt
- Châtres-sur-Cher
- Châtrices
- Chères
- Chèvremont
- Chèvrerie
- Chèvreville (Manche)
- Chèvreville (Oise)
- Chèze (Côtes-d'Armor)
- Chèze (Hautes-Pyrénées)
- Chèzeneuve
- Chécy
- Chédigny
- Chéhéry
- Chélan
- Chélieu
- Chémery
- Chémery-les-Deux
- Chémery-sur-Bar
- Chémeré-le-Roi
- Chéméré
- Chénas
- Chénelette
- Chéniers
- Chénérailles
- Chépy
- Chérac
- Chérancé (Mayenne)
- Chérancé (Sarthe)
- Chéraute
- Chérence
- Chérencé-le-Héron
- Chérencé-le-Roussel
- Chéreng
- Chériennes
- Chérigné
- Chéris
- Chérisay
- Chérisey
- Chérisy
- Chérizet
- Chéronnac
- Chéronvilliers
- Chéroy
- Chéry
- Chéry-Chartreuve
- Chéry-lès-Pouilly
- Chérêt
- Chéu
- Chézery-Forens
- Chézy
- Chézy-en-Orxois
- Chézy-sur-Marne
- Chêne
- Chêne-Arnoult
- Chêne-Bernard
- Chêne-Sec
- Chêne-en-Semine
- Chênedollé
- Chênedouit
- Chênehutte-Trèves-Cunault
- Chênex
- Ciadoux
- Ciamannacce
- Ciboure
- Cideville
- Ciel
- Cier-de-Luchon
- Cier-de-Rivière
- Cierges
- Cierges-sous-Montfaucon
- Cierp-Gaud
- Cierrey
- Cierzac
- Cieurac
- Cieutat
- Cieux
- Ciez
- Cigogné
- Cilly
- Cinais
- Cindré
- Cinq-Mars-la-Pile
- Cinqueux
- Cintegabelle
- Cintheaux
- Cintray (Eure)
- Cintray (Eure-et-Loir)
- Cintrey
- Cintré
- Cipières
- Ciral
- Ciran
- Circourt
- Circourt-sur-Mouzon
- Cires-lès-Mello
- Cirey
- Cirey-lès-Mareilles
- Cirey-lès-Pontailler
- Cirey-sur-Blaise
- Cirey-sur-Vezouze
- Cirfontaines-en-Azois
- Cirfontaines-en-Ornois
- Cirière
- Ciron
- Ciry-Salsogne
- Ciry-le-Noble
- Cirès
- Ciré-d'Aunis
- Cisai-Saint-Aubin
- Cisery
- Cissac-Médoc
- Cissé
- Cisternes-la-Forêt
- Cistrières
- Citerne
- Citers
- Citey
- Citou
- Citry
- Civaux
- Civens
- Civières
- Civrac-de-Blaye
- Civrac-en-Médoc
- Civrac-sur-Dordogne
- Civray (Cher)
- Civray (Vienne)
- Civray-de-Touraine
- Civray-sur-Esves
- Civrieux
- Civrieux-d'Azergues
- Civry
- Civry-en-Montagne
- Civry-la-Forêt
- Cizancourt
- Cizay-la-Madeleine
- Cize (Ain)
- Cize (Jura)
- Cizely
- Cizos
- Clacy-et-Thierret
- Cladech
- Claira
- Clairac
- Clairavaux
- Clairefontaine-en-Yvelines
- Clairefougère
- Clairegoutte
- Clairfayts
- Clairfontaine
- Clairmarais
- Clairoix
- Clairvaux-d'Aveyron
- Clairvaux-les-Lacs
- Clairy-Saulchoix
- Clais
- Claix (Charente)
- Claix (Isère)
- Clam
- Clamanges
- Clamart
- Clamecy (Aisne)
- Clamecy (Nièvre)
- Clamensane
- Clamerey
- Clans (Alpes-Maritimes)
- Clans (Haute-Saône)
- Clansayes
- Clapier
- Clapiers
- Clara
- Clarac (Haute-Garonne)
- Clarac (Hautes-Pyrénées)
- Claracq
- Clarafond
- Clarens
- Clarensac
- Claret (Alpes-de-Haute-Provence)
- Claret (Hérault)
- Clarques
- Clary
- Classun
- Clastres
- Clasville
- Clat
- Claudon
- Claux
- Clavans-en-Haut-Oisans
- Claveisolles
- Clavette
- Claveyson
- Claviers
- Claville
- Claville-Motteville
- Clavières
- Clavy-Warby
- Clavé
- Claye
- Claye-Souilly
- Clayes
- Clayes-sous-Bois
- Clayette
- Clayeures
- Cleebourg
- Clefmont
- Clefs (Haute-Savoie)
- Clefs (Maine-et-Loire)
- Clelles
- Clenleu
- Cleppé
- Clergoux
- Clerjus
- Clerlande
- Clermain
- Clermont (Ariège)
- Clermont (Haute-Savoie)
- Clermont (Landes)
- Clermont (Oise)
- Clermont-Créans
- Clermont-Dessous
- Clermont-Pouyguillès
- Clermont-Savès
- Clermont-Soubiran
- Clermont-d'Excideuil
- Clermont-de-Beauregard
- Clermont-en-Argonne
- Clermont-l'Hérault
- Clermont-le-Fort
- Clermont-les-Fermes
- Clermont-sur-Lauquet
- Clerques
- Clerval
- Clesles
- Clessy
- Clessé (Deux-Sèvres)
- Clessé (Saône-et-Loire)
- Cleurie
- Cleuville
- Cleyrac
- Cleyzieu
- Clichy
- Clichy-sous-Bois
- Climbach
- Clinchamp
- Clinchamps-sur-Orne
- Clion (Charente-Maritime)
- Clion (Indre)
- Cliousclat
- Cliponville
- Cliron
- Clisse
- Clisson
- Clitourps
- Clohars-Carnoët
- Clohars-Fouesnant
- Clomot
- Clonas-sur-Varèze
- Clos-Fontaine
- Clotte
- Clouange
- Clouzeaux
- Cloué
- Cloyes-sur-Marne
- Cloyes-sur-le-Loir
- Cloître-Pleyben
- Cloître-Saint-Thégonnec
- Clucy
- Clugnat
- Cluis
- Clumanc
- Cluny
- Clusaz
- Cluse
- Cluse-et-Mijoux
- Cluses (Haute-Savoie)
- Cluses (Pyrénées-Orientales)
- Clussais-la-Pommeraie
- Clux
- Clèdes
- Clères
- Clécy
- Cléden-Cap-Sizun
- Cléden-Poher
- Cléder
- Cléguer
- Cléguérec
- Clémencey
- Clémensat
- Clémery
- Clémont
- Clénay
- Cléon
- Cléon-d'Andran
- Clérac
- Clérey
- Clérey-la-Côte
- Clérey-sur-Brenon
- Clérieux
- Clérimois
- Cléron
- Cléry (Côte-d'Or)
- Cléry (Savoie)
- Cléry-Grand
- Cléry-Petit
- Cléry-Saint-André
- Cléry-en-Vexin
- Cléry-sur-Somme
- Cléré-du-Bois
- Cléré-les-Pins
- Cléré-sur-Layon
- Cléty
- Cléville (Calvados)
- Cléville (Seine-Maritime)
- Clévilliers
- Clézentaine
- Coadout
- Coaraze
- Coarraze
- Coat-Méal
- Coatascorn
- Coatréven
- Cobonne
- Cobrieux
- Cocherel
- Cocheren
- Cochère
- Coclois
- Cocquerel
- Cocumont
- Cocurès
- Codalet
- Codognan
- Codolet
- Coeuvres-et-Valsery
- Coggia
- Coglès
- Cogna
- Cognac (Charente)
- Cognac-la-Forêt
- Cognat-Lyonne
- Cogners
- Cognet
- Cognin
- Cognin-les-Gorges
- Cognières
- Cognocoli-Monticchi
- Cogny (Cher)
- Cogny (Rodan)
- Cogolin
- Cohade
- Cohennoz
- Cohiniac
- Cohons
- Coiffy-le-Bas
- Coiffy-le-Haut
- Coigneux
- Coignières
- Coigny
- Coimères
- Coin-lès-Cuvry
- Coin-sur-Seille
- Coinces
- Coinches
- Coincourt
- Coincy (Aisne)
- Coincy (Moselle)
- Coings
- Coingt
- Coirac
- Coise
- Coise-Saint-Jean-Pied-Gauthier
- Coiserette
- Coisevaux
- Coisia
- Coisy
- Coivert
- Coivrel
- Coizard-Joches
- Colayrac-Saint-Cirq
- Colembert
- Coligny
- Colincamps
- Collan
- Collancelle
- Collandres
- Collandres-Quincarnon
- Collanges
- Collat
- Colle-sur-Loup
- Collemiers
- Colleret
- Collet-de-Dèze
- Colletot
- Colleville
- Colleville-Montgomery
- Colleville-sur-Mer
- Collias
- Colligis-Crandelain
- Colligny
- Colline-Beaumont
- Collinée
- Collioure
- Collobrières
- Collonge-en-Charollais
- Collonge-la-Madeleine
- Collonges
- Collonges-au-Mont-d'Or
- Collonges-la-Rouge
- Collonges-lès-Bévy
- Collonges-lès-Premières
- Collonges-sous-Salève
- Collongues (Alpes-Maritimes)
- Collongues (Hautes-Pyrénées)
- Collorec
- Collorgues
- Collégien
- Colmar
- Colmars
- Colmen
- Colmesnil-Manneville
- Colmey
- Colmier-le-Bas
- Colmier-le-Haut
- Colméry
- Colognac
- Cologne (Gers)
- Colomars
- Colombe (Isère)
- Colombe (Loir-et-Cher)
- Colombe (Manche)
- Colombe-lès-Vesoul
- Colombelles
- Colombes
- Colombey-les-Belles
- Colombey-les-Deux-Eglises
- Colombier (Allier)
- Colombier (Côte-d'Or)
- Colombier (Dordogne)
- Colombier (Haute-Saône)
- Colombier (Loire)
- Colombier-Fontaine
- Colombier-Saugnieu
- Colombier-en-Brionnais
- Colombier-le-Cardinal
- Colombier-le-Jeune
- Colombier-le-Vieux
- Colombiers (Charente-Maritime)
- Colombiers (Cher)
- Colombiers (Hérault)
- Colombiers (Orne)
- Colombiers (Vienne)
- Colombiers-du-Plessis
- Colombiers-sur-Seulles
- Colombières
- Colombières-sur-Orb
- Colombiès
- Colombotte
- Colomby
- Colomby-sur-Thaon
- Colombé-la-Fosse
- Colombé-le-Sec
- Colomiers
- Colomieu
- Colonard-Corubert
- Colondannes
- Colonfay
- Colonne
- Colonzelle
- Colpo
- Colroy-la-Grande
- Colroy-la-Roche
- Coltainville
- Coltines
- Coly
- Combaillaux
- Combas
- Combe-de-Lancey
- Combeaufontaine
- Combefa
- Comberanche-et-Epeluche
- Comberjon
- Comberouger
- Combertault
- Combes (Doubs)
- Combes (Hérault)
- Combiers
- Comblanchien
- Combles
- Combles-en-Barrois
- Comblessac
- Combleux
- Comblot
- Combloux
- Combon
- Combourg
- Combourtillé
- Combovin
- Combrailles
- Combrand
- Combray
- Combre
- Combres
- Combres-sous-les-Côtes
- Combressol
- Combret
- Combreux
- Combrimont
- Combrit
- Combronde
- Combrée
- Combs-la-Ville
- Comelle
- Comiac
- Comigne
- Comines
- Commana
- Commarin
- Commeaux
- Commelle
- Commelle-Vernay
- Commenailles
- Commenchon
- Commensacq
- Commentry
- Commeny
- Commequiers
- Commer
- Commercy
- Commerveil
- Commes
- Communailles-en-Montagne
- Communay
- Compains
- Compainville
- Compans
- Compas
- Compertrix
- Compeyre
- Compigny
- Compiègne
- Compolibat
- Compreignac
- Comprégnac
- Comps (Drôme)
- Comps (Gard)
- Comps (Gironde)
- Comps-la-Grand-Ville
- Comps-sur-Artuby
- Compôte
- Comté
- Comus
- Conan (Loir-et-Cher)
- Conand
- Conat
- Conca
- Concarneau
- Concevreux
- Conches-en-Ouche
- Conches-sur-Gondoire
- Conchez-de-Béarn
- Conchil-le-Temple
- Conchy-les-Pots
- Conchy-sur-Canche
- Concoret
- Concorès
- Concots
- Concoules
- Concourson-sur-Layon
- Concremiers
- Concressault
- Concriers
- Concèze
- Condac
- Condal
- Condamine (Ain)
- Condamine (Jura)
- Condamine-Châtelard
- Condat (Cantal)
- Condat (Lot)
- Condat-en-Combraille
- Condat-lès-Montboissier
- Condat-sur-Ganaveix
- Condat-sur-Trincou
- Condat-sur-Vienne
- Condat-sur-Vézère
- Condeau
- Condeissiat
- Condes (Haute-Marne)
- Condes (Jura)
- Condette
- Condezaygues
- Condillac
- Condom
- Condom-d'Aubrac
- Condorcet
- Condren
- Condrieu
- Condé
- Condé-Folie
- Condé-Northen
- Condé-Sainte-Libiaire
- Condé-en-Brie
- Condé-lès-Autry
- Condé-lès-Herpy
- Condé-sur-Aisne
- Condé-sur-Huisne
- Condé-sur-Ifs
- Condé-sur-Iton
- Condé-sur-Marne
- Condé-sur-Noireau
- Condé-sur-Risle
- Condé-sur-Sarthe
- Condé-sur-Seulles
- Condé-sur-Suippe
- Condé-sur-Vesgre
- Condé-sur-Vire
- Condé-sur-l'Escaut
- Condécourt
- Condéon
- Conflandey
- Conflans-Sainte-Honorine
- Conflans-en-Jarnisy
- Conflans-sur-Anille
- Conflans-sur-Lanterne
- Conflans-sur-Loing
- Conflans-sur-Seine
- Confolens
- Confolent-Port-Dieu
- Confort
- Confracourt
- Confrançon
- Congerville-Thionville
- Congis-sur-Thérouanne
- Congrier
- Congy
- Congé-sur-Orne
- Congénies
- Conie-Molitard
- Conilhac-Corbières
- Conilhac-de-la-Montagne
- Conjux
- Conlie (Sarthe)
- Conliège
- Connac
- Connangles
- Connantray-Vaurefroy
- Connantre
- Connaux
- Conne-de-Labarde
- Connelles
- Connerré
- Connezac
- Connigis
- Conquereuil
- Conques
- Conques-sur-Orbiel
- Conquet
- Conqueyrac
- Cons-Sainte-Colombe
- Cons-la-Grandville
- Consac
- Consenvoye
- Consigny
- Consolation-Maisonnettes
- Conségudes
- Contalmaison
- Contamine-Sarzin
- Contamine-sur-Arve
- Contamines-Montjoie
- Contault
- Contay
- Conte
- Contes (Alpes-Maritimes)
- Contes (Pas-de-Calais)
- Contescourt
- Contest
- Conteville (Calvados)
- Conteville (Eure)
- Conteville (Oise)
- Conteville (Seine-Maritime)
- Conteville (Somme)
- Conteville-en-Ternois
- Conteville-lès-Boulogne
- Conthil
- Contigny
- Contigné
- Contilly
- Continvoir
- Contoire
- Contrazy
- Contre
- Contremoulins
- Contres (Cher)
- Contres (Loir-et-Cher)
- Contreuve
- Contrevoz
- Contrexéville
- Contrisson
- Contrières
- Contré
- Contréglise
- Conty
- Contz-les-Bains
- Conzieu
- Coole
- Coolus
- Copechagnière
- Copponex
- Coquainvilliers
- Coquelles
- Corancez
- Corancy
- Coray
- Corbara (Francja)
- Corbarieu
- Corbas
- Corbehem
- Corbeil
- Corbeil-Cerf
- Corbeil-Essonnes
- Corbeilles
- Corbel
- Corbelin
- Corbenay
- Corbeny
- Corberon
- Corbie
- Corbigny
- Corbière
- Corbières (Alpes-de-Haute-Provence)
- Corbières (Aude)
- Corbon (Calvados)
- Corbon (Orne)
- Corbonod
- Corbreuse
- Corbère
- Corbère-Abères
- Corbère-les-Cabanes
- Corbès
- Corcelle-Mieslot
- Corcelles
- Corcelles-Ferrières
- Corcelles-en-Beaujolais
- Corcelles-les-Arts
- Corcelles-les-Monts
- Corcelles-lès-Cîteaux
- Corcieux
- Corcondray
- Corconne
- Corcoué-sur-Logne
- Corcy
- Cordebugle
- Cordelle
- Cordemais
- Cordes-Tolosannes
- Cordes-sur-Ciel
- Cordesse
- Cordey
- Cordon
- Cordonnet
- Cordéac
- Coren
- Corenc
- Corent
- Corfélix
- Corgengoux
- Corgnac-sur-l'Isle
- Corgoloin
- Corignac
- Corlay
- Corlier
- Cormainville
- Cormaranche-en-Bugey
- Cormatin
- Corme-Ecluse
- Corme-Royal
- Cormeilles (Eure)
- Cormeilles (Oise)
- Cormeilles-en-Parisis
- Cormeilles-en-Vexin
- Cormelles-le-Royal
- Cormenon
- Cormeray
- Cormery
- Cormes
- Cormicy
- Cormolain
- Cormont
- Cormontreuil
- Cormoranche-sur-Saône
- Cormost
- Cormot-le-Grand
- Cormoyeux
- Cormoz
- Corn
- Cornac
- Cornant
- Cornas
- Cornay
- Cornebarrieu
- Corneilhan
- Corneilla-de-Conflent
- Corneilla-del-Vercol
- Corneilla-la-Rivière
- Corneillan
- Corneuil
- Corneville-la-Fouquetière
- Corneville-sur-Risle
- Cornier
- Cornil
- Cornillac
- Cornille
- Cornillon
- Cornillon-Confoux
- Cornillon-en-Trièves
- Cornillon-sur-l'Oule
- Cornillé
- Cornillé-les-Caves
- Cornimont
- Cornod
- Cornot
- Cornuaille
- Cornus
- Cornusse
- Corny
- Corny-Machéroménil
- Corny-sur-Moselle
- Corné
- Coron
- Corpe
- Corpeau
- Corpoyer-la-Chapelle
- Corps (Isère)
- Corps-Nuds
- Corquilleroy
- Corquoy
- Corrano
- Corravillers
- Corre
- Correns
- Corrençon-en-Vercors
- Corribert
- Corrobert
- Corrombles
- Corronsac
- Corroy
- Corrèze (gmina)
- Corsaint
- Corsavy
- Corscia
- Corsept
- Corseul
- Cortambert
- Corte
- Cortevaix
- Cortrat
- Corveissiat
- Corvol-d'Embernard
- Corvol-l'Orgueilleux
- Corvées-les-Yys
- Corzé
- Cos
- Cosges
- Coslédaà-Lube-Boast
- Cosmes
- Cosnac
- Cosne-Cours-sur-Loire
- Cosne-d'Allier
- Cosnes-et-Romain
- Cosqueville
- Cossaye
- Cossesseville
- Cosswiller
- Cossé-d'Anjou
- Cossé-en-Champagne
- Cossé-le-Vivien
- Costa
- Costaros
- Costes
- Costes-Gozon
- Coteau
- Coti-Chiavari
- Cotignac
- Cottance
- Cottenchy
- Cottun
- Cottévrard
- Couarde
- Couarde-sur-Mer
- Couargues
- Coubert
- Coubeyrac
- Coubisou
- Coubjours
- Coublanc (Saône-et-Loire)
- Coublevie
- Coublucq
- Coubon
- Coubron
- Couches
- Couchey
- Coucourde
- Coucouron
- Coucy
- Coucy-la-Ville
- Coucy-le-Château-Auffrique
- Coucy-lès-Eppes
- Couddes
- Coudehard
- Coudekerque
- Coudekerque-Branche
- Coudes
- Coudeville-sur-Mer
- Coudons
- Coudoux
- Coudray (Eure)
- Coudray (Eure-et-Loir)
- Coudray (Loiret)
- Coudray (Mayenne)
- Coudray-Macouard
- Coudray-Montceaux
- Coudray-Rabut
- Coudray-Saint-Germer
- Coudray-au-Perche
- Coudray-sur-Thelle
- Coudre
- Coudreceau
- Coudrecieux
- Coudres
- Coudroy
- Coudun
- Coudures
- Coueilles
- Couesmes
- Couesmes-Vaucé
- Couffi
- Couffoulens
- Couffy-sur-Sarsonne
- Couffé
- Couflens
- Coufouleux
- Couhé
- Couilly-Pont-aux-Dames
- Couin
- Couiza
- Couladère
- Coulaines
- Coulandon
- Coulangeron
- Coulanges (Allier)
- Coulanges (Loir-et-Cher)
- Coulanges-la-Vineuse
- Coulanges-lès-Nevers
- Coulanges-sur-Yonne
- Coulans-sur-Gée
- Coulaures
- Couleuvre
- Coulevon
- Coulgens
- Coulimer
- Coullemelle
- Coullemont
- Coullons
- Coulmer
- Coulmier-le-Sec
- Coulmiers
- Coulobres
- Coulogne
- Couloisy
- Coulombiers (Sarthe)
- Coulombiers (Vienne)
- Coulombs (Calvados)
- Coulombs (Eure-et-Loir)
- Coulombs-en-Valois
- Coulomby
- Coulommes
- Coulommes-et-Marqueny
- Coulommes-la-Montagne
- Coulommiers
- Coulommiers-la-Tour
- Coulon
- Coulonces (Calvados)
- Coulonces (Orne)
- Coulonche
- Coulonges (Charente)
- Coulonges (Charente-Maritime)
- Coulonges (Vienne)
- Coulonges-Cohan
- Coulonges-Thouarsais
- Coulonges-les-Sablons
- Coulonges-sur-Sarthe
- Coulonges-sur-l'Autize
- Coulongé
- Coulonvillers
- Couloumé-Mondebat
- Coulounieix-Chamiers
- Coulours
- Couloutre
- Coulouvray-Boisbenâtre
- Coulvain
- Coulx
- Coume
- Counozouls
- Coupelle-Neuve
- Coupelle-Vieille
- Coupesarte
- Coupetz
- Coupiac
- Coupray
- Coupru
- Couptrain
- Coupvray
- Coupéville
- Couquèques
- Cour-Cheverny
- Cour-Marigny
- Cour-Saint-Maurice
- Cour-et-Buis
- Cour-l'Evêque
- Cour-sur-Loire
- Courances
- Courant
- Courban
- Courbe
- Courbehaye
- Courbes
- Courbesseaux
- Courbette
- Courbeveille
- Courbevoie
- Courbiac
- Courbillac
- Courboin
- Courbouzon (Jura)
- Courbouzon (Loir-et-Cher)
- Courbépine
- Courceboeufs
- Courcelette
- Courcelles (Charente-Maritime)
- Courcelles (Doubs)
- Courcelles (Loiret)
- Courcelles (Meurthe-et-Moselle)
- Courcelles (Nièvre)
- Courcelles (Territoire-de-Belfort)
- Courcelles-Chaussy
- Courcelles-Epayelles
- Courcelles-Frémoy
- Courcelles-Sapicourt
- Courcelles-au-Bois
- Courcelles-de-Touraine
- Courcelles-en-Barrois
- Courcelles-en-Bassée
- Courcelles-en-Montagne
- Courcelles-la-Forêt
- Courcelles-le-Comte
- Courcelles-lès-Gisors
- Courcelles-lès-Lens
- Courcelles-lès-Montbard
- Courcelles-lès-Montbéliard
- Courcelles-lès-Semur
- Courcelles-sous-Châtenois
- Courcelles-sous-Moyencourt
- Courcelles-sous-Thoix
- Courcelles-sur-Aire
- Courcelles-sur-Blaise
- Courcelles-sur-Nied
- Courcelles-sur-Seine
- Courcelles-sur-Vesles
- Courcelles-sur-Viosne
- Courcelles-sur-Voire
- Courcemain
- Courcemont
- Courcerac
- Courcerault
- Courceroy
- Courchamp
- Courchamps (Aisne)
- Courchamps (Maine-et-Loire)
- Courchapon
- Courchaton
- Courchelettes
- Courcité
- Courcival
- Courcouronnes
- Courcoury
- Courcoué
- Courcuire
- Courcy (Calvados)
- Courcy (Manche)
- Courcy (Marne)
- Courcy-aux-Loges
- Courcôme
- Courdemanche (Eure)
- Courdemanche (Sarthe)
- Courdemanges
- Courdimanche
- Courdimanche-sur-Essonne
- Couret
- Courgains
- Courgeac
- Courgenard
- Courgenay
- Courgent
- Courgeon
- Courgeoût
- Courgis
- Courgivaux
- Courgoul
- Courjeonnet
- Courlac
- Courlandon
- Courlans
- Courlaoux
- Courlay
- Courlon
- Courlon-sur-Yonne
- Courléon
- Courmangoux
- Courmas
- Courmelles
- Courmemin
- Courmes
- Courmont (Aisne)
- Courmont (Haute-Saône)
- Courménil
- Cournanel
- Courniou
- Cournols
- Cournon
- Cournon-d'Auvergne
- Cournonsec
- Cournonterral
- Couronne
- Courouvre
- Courpalay
- Courpiac
- Courpignac
- Courpière
- Courquetaine
- Courrensan
- Courris
- Courrières
- Courry
- Cours (Deux-Sèvres)
- Cours (Lot)
- Cours (Lot-et-Garonne)
- Cours (Morbihan)
- Cours-de-Monségur
- Cours-de-Pile
- Cours-la-Ville
- Cours-les-Bains
- Cours-les-Barres
- Coursac
- Coursan
- Coursan-en-Othe
- Coursegoules
- Courset
- Courseulles-sur-Mer
- Courson
- Courson-Monteloup
- Courson-les-Carrières
- Courtacon
- Courtagnon
- Courtalain
- Courtaoult
- Courtauly
- Courtavon
- Courtefontaine (Doubs)
- Courtefontaine (Jura)
- Courteilles
- Courteix
- Courtelevant
- Courtemanche
- Courtemaux
- Courtemont-Varennes
- Courtempierre
- Courtenay (Isère)
- Courtenay (Loiret)
- Courtenot
- Courteranges
- Courteron
- Courtes
- Courtesoult-et-Gatey
- Courtetain-et-Salans
- Courteuil
- Courthiézy
- Courthézon
- Courties
- Courtieux
- Courtillers
- Courtils
- Courtine
- Courtisols
- Courtivron
- Courtoin
- Courtois-sur-Yonne
- Courtomer (Orne)
- Courtomer (Seine-et-Marne)
- Courtonne-la-Meurdrac
- Courtonne-les-Deux-Eglises
- Courtrizy-et-Fussigny
- Courtry
- Courtète
- Courtémont
- Courvaudon
- Courville
- Courville-sur-Eure
- Courvières
- Courzieu
- Courçais
- Courçay
- Courçon
- Cousance
- Cousances-les-Forges
- Cousances-lès-Triconville
- Cousolre
- Coussa
- Coussac-Bonneval
- Coussan
- Coussay
- Coussay-les-Bois
- Coussegrey
- Coussergues
- Coussey
- Coust
- Coustaussa
- Coustouge
- Coustouges
- Coutances
- Coutansouze
- Coutarnoux
- Coutens
- Coutençon
- Couterne
- Couternon
- Couteuges
- Coutevroult
- Couthenans
- Couthures-sur-Garonne
- Coutiches
- Coutières
- Coutouvre
- Coutras
- Couture (Charente)
- Couture (Pas-de-Calais)
- Couture-d'Argenson
- Couture-sur-Loir
- Couturelle
- Coutures (Dordogne)
- Coutures (Gironde)
- Coutures (Maine-et-Loire)
- Coutures (Tarn-et-Garonne)
- Couvains (Manche)
- Couvains (Orne)
- Couvertoirade
- Couvertpuis
- Couvignon
- Couville
- Couvonges
- Couvrelles
- Couvron-et-Aumencourt
- Couvrot
- Coux (Ardèche)
- Coux (Charente-Maritime)
- Coux-et-Bigaroque
- Couy
- Couze-et-Saint-Front
- Couzeix
- Couziers
- Couzon
- Couzon-au-Mont-d'Or
- Couzou
- Couëron
- Cox
- Coye-la-Forêt
- Coyecques
- Coyolles
- Coyrière
- Coyron
- Coyviller
- Cozes
- Cozzano
- Coësmes
- Coëtlogon
- Coëtmieux
- Coëx
- Crach
- Crachier
- Crain
- Craincourt
- Craintilleux
- Crainvilliers
- Cramaille
- Cramans
- Cramant
- Cramchaban
- Cramoisy
- Cramont
- Crampagna
- Craménil
- Cran-Gevrier
- Crancey
- Crandelles
- Crannes-en-Champagne
- Crans (Ain)
- Crans (Jura)
- Cransac
- Crantenoy
- Cranves-Sales
- Crançot
- Craon (Mayenne)
- Craon (Vienne)
- Craonne
- Craonnelle
- Crapeaumesnil
- Craponne
- Craponne-sur-Arzon
- Cras (Isère)
- Cras (Lot)
- Cras-sur-Reyssouze
- Crastatt
- Crastes
- Crasville (Eure)
- Crasville (Manche)
- Crasville-la-Mallet
- Crasville-la-Rocquefort
- Crau
- Cravanche
- Cravans
- Cravant (Loiret)
- Cravant (Yonne)
- Cravant-les-Côteaux
- Cravencères
- Cravent
- Crayssac
- Craywick
- Crazannes
- CreSaint-Voland
- Creil
- Creissan
- Creissels
- Cremeaux
- Crempigny-Bonneguête
- Cremps
- Crenans
- Creney-près-Troyes
- Crennes-sur-Fraubée
- Cresancey
- Cresnays
- Crespian
- Crespin (Aveyron)
- Crespin (Nord)
- Crespin (Tarn)
- Crespinet
- Crespières
- Crespy-le-Neuf
- Cressac-Saint-Genis
- Cressanges
- Cressat
- Cresse
- Cressensac
- Cresserons
- Cresseveuille
- Cressia
- Cressin-Rochefort
- Cressonsacq
- Cressy
- Cressy-Omencourt
- Cressy-sur-Somme
- Cressé
- Crest (Drôme)
- Crest (Puy-de-Dôme)
- Creste
- Crestet (Ardèche)
- Crestet (Vaucluse)
- Crestot
- Cretteville
- Creully
- Creuse (Haute-Saône)
- Creuse (Somme)
- Creutzwald
- Creuzier-le-Neuf
- Creuzier-le-Vieux
- Crevans-et-la-Chapelle-lès-Granges
- Crevant
- Crevant-Laveine
- Creveney
- Creys-Mépieu
- Creyssac
- Creysse (Dordogne)
- Creysse (Lot)
- Creysseilles
- Creyssensac-et-Pissot
- Cricqueboeuf
- Cricqueville-en-Auge
- Cricqueville-en-Bessin
- Criel-sur-Mer
- Crillon
- Crillon-le-Brave
- Crimolois
- Crion
- Crique
- Criquebeuf-en-Caux
- Criquebeuf-la-Campagne
- Criquebeuf-sur-Seine
- Criquetot-l'Esneval
- Criquetot-le-Mauconduit
- Criquetot-sur-Longueville
- Criquetot-sur-Ouville
- Criquiers
- Crisenoy
- Crisolles
- Crissay-sur-Manse
- Crissey (Jura)
- Crissey (Saône-et-Loire)
- Crissé
- Cristinacce
- Cristot
- Criteuil-la-Magdeleine
- Critot
- Croce
- Crochte
- Crocicchia
- Crocq (Creuse)
- Crocq (Oise)
- Crocy
- Croignon
- Croisances
- Croisette
- Croisic
- Croisille-sur-Briance
- Croisilles (Calvados)
- Croisilles (Eure-et-Loir)
- Croisilles (Orne)
- Croisilles (Pas-de-Calais)
- Croismare
- Croissanville
- Croissy-Beaubourg
- Croissy-sur-Celle
- Croissy-sur-Seine
- Croisty
- Croisy
- Croisy-sur-Andelle
- Croisy-sur-Eure
- Croix (Nord)
- Croix (Territoire-de-Belfort)
- Croix-Avranchin
- Croix-Caluyau
- Croix-Chapeau
- Croix-Comtesse
- Croix-Fonsommes
- Croix-Helléan
- Croix-Mare
- Croix-Moligneaux
- Croix-Valmer
- Croix-aux-Bois
- Croix-aux-Mines
- Croix-de-la-Rochette
- Croix-du-Perche
- Croix-en-Brie
- Croix-en-Champagne
- Croix-en-Ternois
- Croix-en-Touraine
- Croix-sur-Gartempe
- Croix-sur-Ourcq
- Croix-sur-Roudoule
- Croixanvec
- Croixdalle
- Croixille
- Croixrault
- Croizet-sur-Gand
- Crolles
- Crollon
- Cromac
- Cromary
- Cronat
- Cronce
- Cropte
- Cropus
- Cros (Gard)
- Cros (Hérault)
- Cros (Puy-de-Dôme)
- Cros-de-Géorand
- Cros-de-Montvert
- Cros-de-Ronesque
- Crosey-le-Grand
- Crosey-le-Petit
- Crosmières
- Crosne
- Crossac
- Crosses
- Crosville-la-Vieille
- Crosville-sur-Douve
- Crosville-sur-Scie
- Crotelles
- Crotenay
- Croth
- Crotoy
- Crots
- Crottes-en-Pithiverais
- Crottet
- Crouay
- Croupte
- Crouseilles
- Croutelle
- Croutoy
- Crouttes
- Crouttes-sur-Marne
- Crouy
- Crouy-Saint-Pierre
- Crouy-en-Thelle
- Crouy-sur-Cosson
- Crouy-sur-Ourcq
- Crouzet
- Crouzet-Migette
- Crouzille
- Crouzilles
- Crozant
- Croze
- Crozes-Hermitage
- Crozet (Ain)
- Crozet (Loire)
- Crozets
- Crozon
- Crozon-sur-Vauvre
- Croûtes
- Cruas
- Crucey-Villages
- Crucheray
- Cruet
- Crugey
- Crugny
- Cruguel
- Cruis
- Crulai
- Crupies
- Crupilly
- Cruscades
- Cruseilles
- Crusnes
- Cruviers-Lascours
- Crux-la-Ville
- Cruzille
- Cruzilles-lès-Mépillat
- Cruzy
- Cruzy-le-Châtel
- Cruéjouls
- Cry
- Crèche
- Crès
- Crèvecoeur-en-Auge
- Crèvecoeur-en-Brie
- Crèvecoeur-le-Grand
- Crèvecoeur-le-Petit
- Crèvecoeur-sur-l'Escaut
- Cré
- Créances
- Créancey
- Crécey-sur-Tille
- Créchets
- Créchy
- Crécy-Couvé
- Crécy-au-Mont
- Crécy-en-Ponthieu
- Crécy-la-Chapelle
- Crécy-sur-Serre
- Crédin
- Crégols
- Crégy-lès-Meaux
- Créhen
- Crémery
- Crémieu
- Créon
- Créon-d'Armagnac
- Créot
- Crépand
- Crépey
- Crépol
- Crépon
- Crépy (Aisne)
- Crépy (Pas-de-Calais)
- Crépy-en-Valois
- Crésantignes
- Créteil
- Crévic
- Crévin
- Crévoux
- Crévéchamps
- Crézancy
- Crézancy-en-Sancerre
- Crézançay-sur-Cher
- Crézilles
- Crézières
- Crêches-sur-Saône
- Crœttwiller
- Cubelles
- Cubières
- Cubières-sur-Cinoble
- Cubiérettes
- Cubjac
- Cublac
- Cublize
- Cubnezais
- Cubrial
- Cubry
- Cubry-lès-Faverney
- Cubzac-les-Ponts
- Cucharmoy
- Cuchery
- Cucq
- Cucugnan
- Cucuron
- Cudos
- Cudot
- Cuers
- Cuffies
- Cuffy
- Cugand
- Cuges-les-Pins
- Cugnaux
- Cugney
- Cugny
- Cuguen
- Cuguron
- Cuhon
- Cuignières
- Cuigy-en-Bray
- Cuillé
- Cuinchy
- Cuincy
- Cuing
- Cuinzier
- Cuirieux
- Cuiry-Housse
- Cuiry-lès-Chaudardes
- Cuiry-lès-Iviers
- Cuis
- Cuise-la-Motte
- Cuiseaux
- Cuiserey
- Cuisery
- Cuisia
- Cuissai
- Cuissy-et-Geny
- Cuisy (Meuse)
- Cuisy (Seine-et-Marne)
- Cuisy-en-Almont
- Culan
- Culey-le-Patry
- Culhat
- Culin
- Culles-les-Roches
- Cully
- Culmont
- Culoz
- Cult (Haute-Saône)
- Cultures
- Culètre
- Cumières
- Cumières-le-Mort-Homme
- Cumiès
- Cumont
- Cunac
- Cuncy-lès-Varzy
- Cunel
- Cunelières
- Cunfin
- Cunlhat
- Cunèges
- Cuon
- Cuperly
- Cuq (Lot-et-Garonne)
- Cuq (Tarn)
- Cuq-Toulza
- Cuqueron
- Curac
- Curan
- Curbans
- Curbigny
- Curchy
- Curciat-Dongalon
- Curcy-sur-Orne
- Curdin
- Curel (Alpes-de-Haute-Provence)
- Curel (Haute-Marne)
- Curemonte
- Cures
- Curgies
- Curgy
- Curienne
- Curis-au-Mont-d'Or
- Curières
- Curley
- Curlu
- Curmont
- Curnier
- Cursan
- Curtafond
- Curtil-Saint-Seine
- Curtil-Vergy
- Curtil-sous-Buffières
- Curtil-sous-Burnand
- Curvalle
- Curzay-sur-Vonne
- Curzon
- Curçay-sur-Dive
- Cusance
- Cuse-et-Adrisans
- Cusey
- Cussac (Cantal)
- Cussac (Haute-Vienne)
- Cussac-Fort-Médoc
- Cussac-sur-Loire
- Cussangy
- Cussay
- Cusset
- Cussey-les-Forges
- Cussey-sur-l'Ognon
- Cussy
- Cussy-en-Morvan
- Cussy-la-Colonne
- Cussy-le-Châtel
- Cussy-les-Forges
- Custines
- Cusy
- Cutry (Aisne)
- Cutry (Meurthe-et-Moselle)
- Cuts
- Cutting
- Cuttoli-Corticchiato
- Cuttura
- Cuvat
- Cuve
- Cuvergnon
- Cuverville (Calvados)
- Cuverville (Eure)
- Cuverville (Seine-Maritime)
- Cuverville-sur-Yères
- Cuves (Haute-Marne)
- Cuves (Manche)
- Cuvier (Jura)
- Cuvillers
- Cuvilly
- Cuvry
- Cuxac-Cabardès
- Cuxac-d'Aude
- Cuy (Oise)
- Cuy (Yonne)
- Cuy-Saint-Fiacre
- Cuzac
- Cuzance
- Cuzieu (Ain)
- Cuzieu (Loire)
- Cuzion
- Cuzorn
- Cuzy
- Cuébris
- Cuélas
- Cys-la-Commune
- Cysoing
- Cère
- Céaux
- Céaux-d'Allègre
- Cébazan
- Cébazat
- Cély
- Cénac
- Cénac-et-Saint-Julien
- Cénevières
- Cépet
- Cépie
- Céran
- Cérans-Foulletourte
- Cérences
- Céreste
- Céret
- Cérilly (Allier)
- Cérilly (Côte-d'Or)
- Cérilly (Yonne)
- Cérizols
- Céron
- Cérons
- Céré-la-Ronde
- Césarches
- Césarville-Dossainville
- Cézac (Gironde)
- Cézac (Lot)
- Cézan
- Cézens
- Cézia
- Cézy
- Côte
- Côte-Saint-André
- Côte-d'Aime
- Côte-d'Arbroz
- Côte-en-Couzan
- Côtebrune
- Côtes-d'Arey
- Côtes-de-Corps

| A \| B \| C \| D \| E \| F \| G \| H \| I \| J \| K \| L \| M \| N \| O \| P \| Q \| R \| S \| T \| U \| V \| W \| X \| Y \| Z \| É |